# Lyset i Valby
Lyset er et boligområde med oprindeligt arbejderboliger i Valby. Kvarteret er anlagt af Grundejerforeningen Lyset, der blev stiftet 24. september 1910 af sporvejsfunktionærer i Københavns Sporveje. Kvarteret består af 106 enkelthuse i en nybarok stil, opført 1912-14, der ligger på Carl Langes Vej, Steenbergsvej, Fengersvej, Eschrichtsvej & Steinsvej i Valby. Arkitekt var Heinrich Hansen.
Husene var oprindeligt tofamilieshuse. På Steins Plads blev opført et stort hus, "Forretningshuset", som var en slags butikscenter for området.
Ved foreningens grundlæggelse kunne der ikke mønstres nok interesserede fra de sporvejsansatte alene, så også fastansatte ved Statsbanerne, Københavns Brandvæsen og Københavns Kommune fik en invitation til den nye byggeforening. Også enkelte gasværksarbejdere på Valby Gasværk fik bolig her. De følgende to år indbetalte medlemmerne hver uge 2 kroner til foreningen for, at det kunne blive muligt at indlede byggeriet. I 1912 vedtog Københavns Kommune at sælge en byggegrund til foreningen, og den 18. juli samme år ansøgte arkitekt Heinrich Hansen om tilladelse til at opføre 106 huse. Allerede den 25. november samme år kunne man i en artikel i Social-Demokraten læse, at grundstensnedlæggelsen i Lyset havde fundet sted dagen forinden. Den blev foretaget af borgmester Jens Jensen, landets første socialdemokratiske borgmester. I 1913 stod det første hus færdigt, og året efter var bebyggelsen komplet.
Som det var praksis dengang, solgte kommunen grunden til byggeforeningen med hjemfaldspligt. Der er derfor den enkelte grundejers ansvar at udskyde eller få ophævet kommunens tilbagekøbsret.